# Tiago Monteiro
Tiago Vagaroso da Costa Monteiro (Porto, 24 de Julho de 1976) é um piloto português de automobilismo. Filho de Edmar Vagaroso Monteiro e de sua mulher Isabel Marina da Costa, de Belém.

## Carreira

### CART
Em 2003 disputou a CART pela Fittipaldi Dingman Racing, o seu melhor resultado foi na corrida do México, onde largou na primeira fila e terminou em sexto.

### Fórmula 1

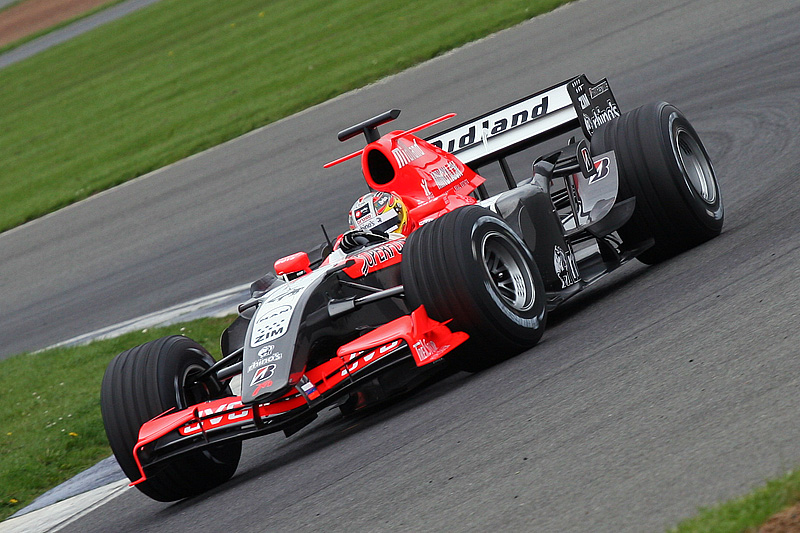
Monteiro na Midland em 2006.

Estreou-se nesta categoria ao serviço da equipa Jordan em 2005. Em 2006, correu pela rebaptizada Midland, do russo naturalizado canadiano Alex Schneider. Em meados do mesmo ano, a equipa é vendida à empresa holandesa Spyker, fabricante de carros.

### WTCC

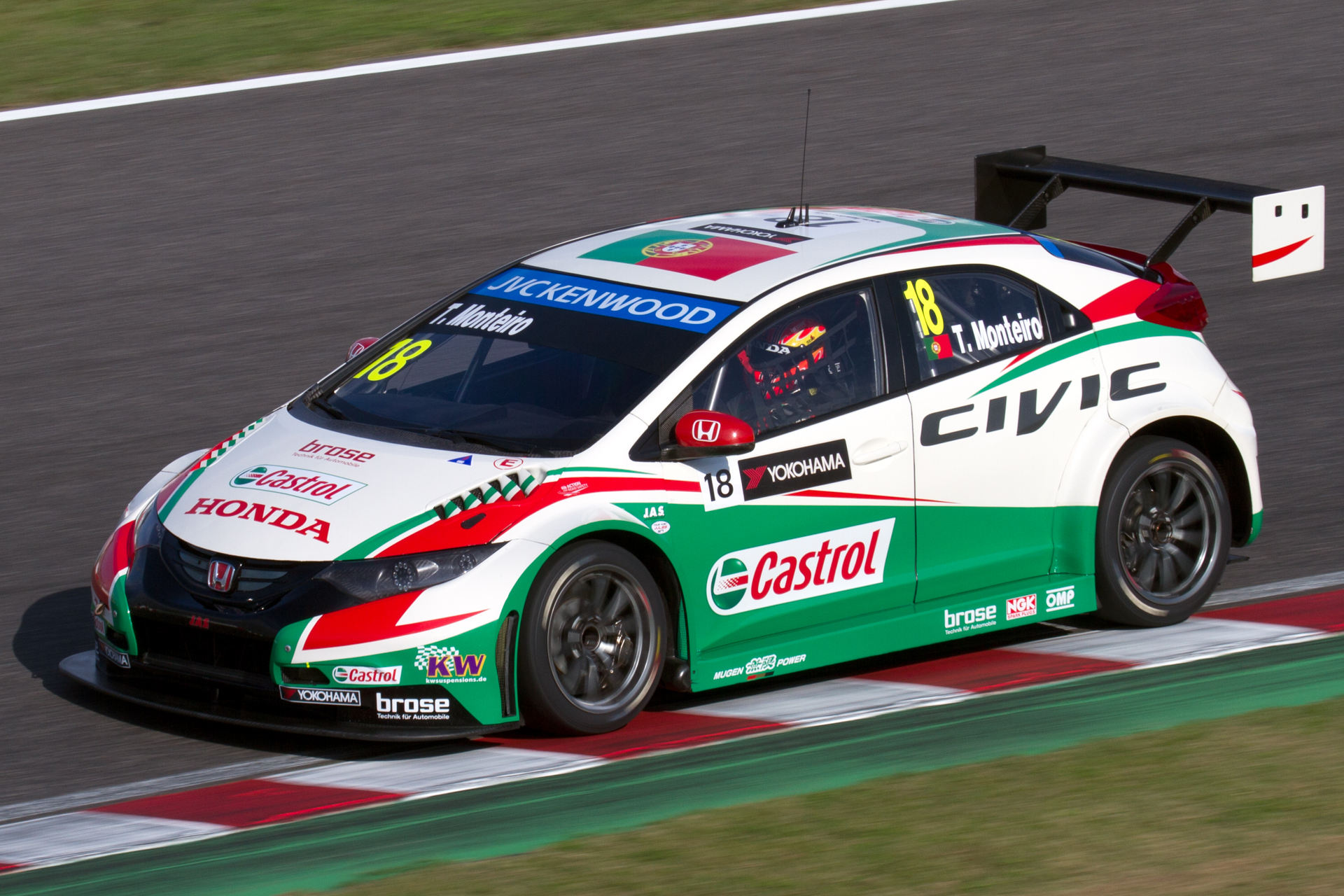
Monteiro na WTCC em 2014.

Em 2007, visto não ter conseguido um lugar em nenhuma equipa de Fórmula 1, ingressa no campeonato WTCC pela Seat Sport, onde ainda corre. Nesse ano, conquistou as suas duas primeiras vitórias em WTCC, nas 2ªs mangas de Puebla e do Estoril. Sua última temporada foi em 2017, seu melhor resultado no campeonato foi a terceira colocação em 2017.
Sofreu um acidente numa sessão de testes, em 6 de setembro de 2017, em Barcelona, numa altura em que liderava o então Campeonato do Mundo de Carros de Turismo. O acidente provocou diversas lesões, sobretudo ao nível da visão, que impediu o piloto português de defender a liderança do campeonato nas restantes provas do Mundial. O regresso demorou 415 dias, com uma corrida no Japão.

## Vida pessoal
A 16 de Agosto de 2008, Monteiro casou-se com a modelo Diana Pereira. O casal tem uma filha, Mel (nascida em fevereiro de 2008) e um filho, Noah (nascido a 25 de novembro de 2009 (15 anos)). Após mais de uma década juntos, o casal divorciou-se em 2019. Monteiro está agora a namorar Alexandra Carvalho desde 2020.

## Resultados na carreira

### Fórmula 1
Os melhores resultados de F1 em 2005 foi o 3º lugar nos U.S.A. e o 8º em Spa , Bélgica .
| Ano  | Equipe            | Chassis      | Motor                 | 1      | 2      | 3       | 4      | 5      | 6      | 7      | 8      | 9      | 10      | 11      | 12      | 13     | 14      | 15      | 16      | 17      | 18     | 19     | Class. | Pts. |
| ---- | ----------------- | ------------ | --------------------- | ------ | ------ | ------- | ------ | ------ | ------ | ------ | ------ | ------ | ------- | ------- | ------- | ------ | ------- | ------- | ------- | ------- | ------ | ------ | ------ | ---- |
| 2005 | Jordan Grand Prix | Jordan EJ15  | Toyota RVX-05 3.0 V10 | AUS 16 | MAL 12 | BAR 10  | SMR 13 | ESP 12 | MON 13 | EUR 15 | CAN 10 | EUA 3  | FRA 13  | GBR 17  | ALE 17  | HUN 13 | TUR 15  |         |         |         |        |        | 16º    | 7    |
| 2005 | Jordan Grand Prix | Jordan EJ15B | Toyota RVX-05 3.0 V10 |        |        |         |        |        |        |        |        |        |         |         |         |        |         | ITA 17  | BEL 8   | BRA Ret | JAP 13 | CHN 11 | 16º    | 7    |
| 2006 | MF1 Racing        | Midland M16  | Toyota RVX-06 2.4 V8  | BAR 17 | MAL 13 | AUS Ret | SMR 16 | EUR 12 | ESP 16 | MON 15 | GBR 16 | CAN 14 | EUA Ret | FRA Ret | ALE DSQ | HUN 9  | TUR Ret |         |         |         |        |        | 21º    | 0    |
| 2006 | Spyker MF1 Team   | Midland M16  | Toyota RVX-06 2.4 V8  |        |        |         |        |        |        |        |        |        |         |         |         |        |         | ITA Ret | CHN Ret | JAP 16  | BRA 15 |        | 21º    | 0    |

## Recordes da Fórmula 1
- 2005 - Melhor classificação de um português na Fórmula 1: 3º lugar no Grande Prémio dos Estados Unidos da América.[7]
- 2005 - Primeiro estreante a concluir 16 provas consecutivas.[8]
- 2005 - Maior número de provas completadas numa temporada: 18 provas.